# Basketo jezik
Basketo jezik (baskatta, basketto, mesketo; ISO 639-3: bst), jezik naroda Basketo u području zapadno od grada Bulki u Etiopiji. Govori ga oko 57 800 ljudi (1994 popis) i čini posebnu zapadnu podskupinu šire skupine Ometo, omotski jezici

## Vanjske poveznice
- Ethnologue (14th)
- Ethnologue (15th)